# Tant pis (album)
Pour les articles homonymes, voir Tant pis.
Albums de Soan
Sous les yeux de Sophie
Singles
1. Next Time
Sortie : 12 octobre 2009
2. Emily
Sortie : 1er mars 2010
3. Séquelles

Tant Pis, stylisé « …Tant Pis », est le premier album de Soan, gagnant du télé-crochet Nouvelle Star. Il est sorti le 27 novembre 2009,.

## Liste des titres
1. Next Time - 2:45
2. Séquelles - 3:37
3. En Chemin - 3:09
4. The Storm - 3:28
5. Putain De Ballerine - 3:06
6. Pas Pour Lui - 3:03
7. Puisque Rien - 3:55
8. Emily - 2:52
9. Parisiennes - 3:03
10. Éthylotest - 3:20
11. Monster - 3:36
12. Belleville - 3:48